# The Birdcage – lånta fjädrar
The Birdcage – lånta fjädrar (engelska: The Birdcage) är en amerikansk komedifilm från 1996 i regi av Mike Nichols. Filmen är en amerikansk nyinspelning av den fransk-italienska filmen Får jag presentera: Min mamma, herr Albin från 1978, som i sin tur bygger på pjäsen Min mamma herr Albin, vilken även ligger till grund för musikalen La Cage aux Folles. I huvudrollerna ses Robin Williams, Nathan Lane, Gene Hackman och Dianne Wiest.

## Handling
Filmen handlar om ett homosexuellt par där den ena parten, Armand Goldman (Robin Williams), äger en nattklubb och den andra, Albert Goldman (Nathan Lane), är en dragqueen och klubbens huvudnummer. Handlingen tar fart när Armands son, Val Goldman (Dan Futterman), kommer på besök och berättar att han planerar att gifta sig. 
Brudens föräldrar är mycket konservativa och fadern Kevin Keeley (Gene Hackman) är senator och medgrundare för lobbyorganisationen The Coalition for Moral Order. När det visar sig att hela den konservativa familjen planerar att komma på besök och äta middag, utbryter panik. Hur ska familjen Goldman lyckas agera straighta?

## Rollista i urval
- Robin Williams – Armand Goldman
- Gene Hackman – senator Kevin Keeley
- Nathan Lane – Albert Goldman
- Dianne Wiest – Louise Keeley
- Dan Futterman – Val Goldman
- Calista Flockhart – Barbara Keeley
- Hank Azaria – Agador Spartacus
- Christine Baranski – Katharine Archer
- Tom McGowan – Harry Radman
- Grant Heslov – fotograf från National Enquirer